# Charles Birch
Charles Birch, właśc. Louis Charles Birch (ur. 8 lutego 1918 w Melbourne, zm. 19 grudnia 2009 w Sydney) – australijski profesor zoologii i nauk biologicznych związany z University of Adelaide (Waite Agricultural Research Institute) i University of Sydney, członek Australian Academy of Science i American Association for the Advancement of Science, członek Klubu Rzymskiego, specjalista w dziedzinie ekologii populacyjnej, znany  jako teolog – wyróżniony m.in. Nagrodą Templetona (1990) za tworzenie mostu między nauką i religią.

## Życiorys

### Dzieciństwo i młodość
Charles Birch urodził się 8 lutego 1918 roku w Melbourne jako syn Harry’ego Bircha, bankowca urodzonego w Nowej Zelandii, i Nory Birch, urodzonej w  Irlandii. Miał dwóch braci – Sidneya (bliźniak) i Hugh (starszy). Bliźniacy uczyli się w Scotch College. Charles zainteresował się przyrodą pod wpływem szkolnego kolegi kolekcjonującego chrząszcze, którego naśladował. Dodatkowo zachęciła go do tego matka (m.in. kupując mu książkę R.J. Tillyarda pt. The Insects of Australia and New Zealand) oraz Mrs a'Beckett – ulubiona nauczycielka biologii, podziwiana też jako matka czołowego wówczas krykiecisty z Wiktorii – Teda a'Becketta.
Początkowo zamierzał studiować medycynę, jednak ostatecznie zdecydował się na kierunek rolniczy (licząc na możliwość późniejszego zatrudnienia w Colonial Service). W przyszłości nie żałował tego wyboru, ponieważ studia rolnicze pozwoliły mu zdobyć praktyczną wiedzę m.in. z zakresu gleboznawstwa i klimatologii, potrzebną w czasie badań ekologicznych. Studia skończył w University of Melbourne uzyskując tytuł BSc nauk rolniczych w roku 1939.

### Przebieg pracy zawodowej

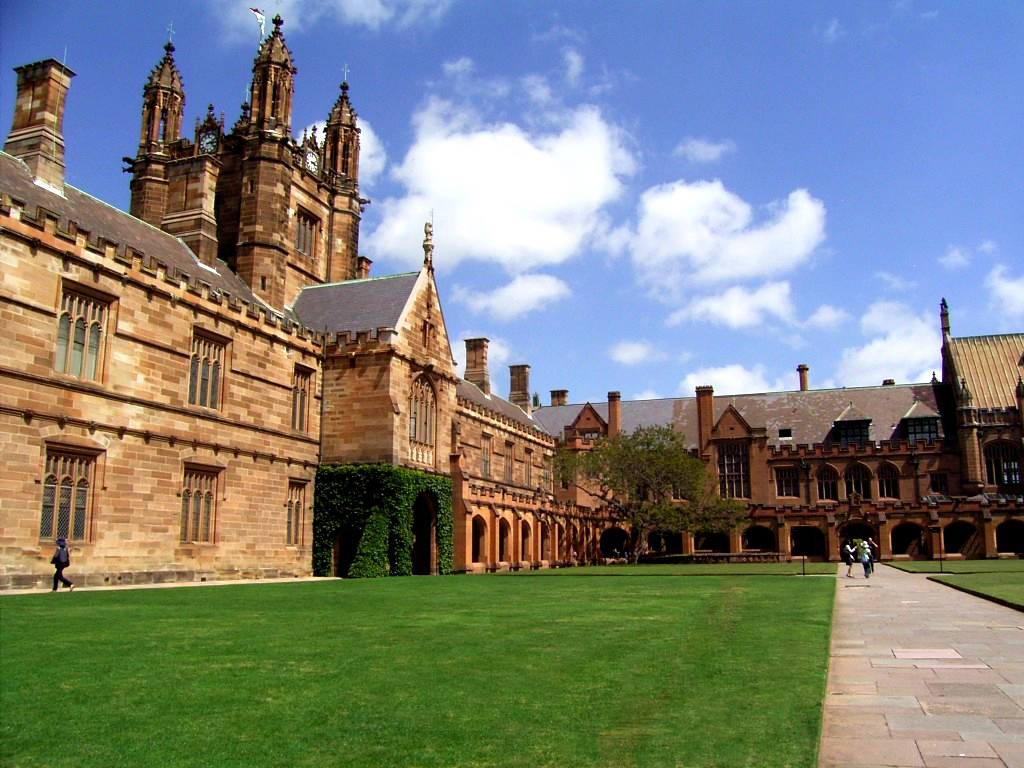
Dziedziniec główny w najstarszym z kampusów Uniwersytetu w Sydney

Po ukończeniu studiów rolniczych w University of Melbourne otrzymał stanowisko pracownika badawczego w Waite Agricultural Research Institute Uniwersytetu w Adelaidzie, gdzie wspólnie z przyjacielem z Melbourne – kolekcjonerem chrząszczy, a w Adelaidzie również opiekunem naukowym – rozpoczął karierę entomologa. Tytuł MSc otrzymał w roku 1941. W latach 1946–1947 odbył zagraniczne staże naukowe, m.in. w University of Chicago i w Department of Zoological Field Studies Oxford University, gdzie zajmował się dynamiką populacji zwierząt wspólnie z Charlesem Eltonem. Po uzyskaniu w roku 1948 stopnia DSc przeniósł się do University of Sydney, w którym osiągał kolejne szczeble kariery zawodowej. Od roku 1960 do 1963 zajmował stanowisko profesora zoologii, a w latach 1963–1983 był profesorem biologii. W roku 1983 przeszedł na emeryturę, lecz nadal pracował jako profesor emeritus.
Utrzymywał szerokie kontakty międzynarodowe; odbył m.in. staż naukowy w Columbia University jako stypendysta Fundacji Fulbrighta (1954) oraz był wizytującym profesorem biologii w University of São Paulo (1955), zoologii w University of Minnesota (1957) i genetyki w University of California w Berkeley (1960).

## Tematyka badań naukowych

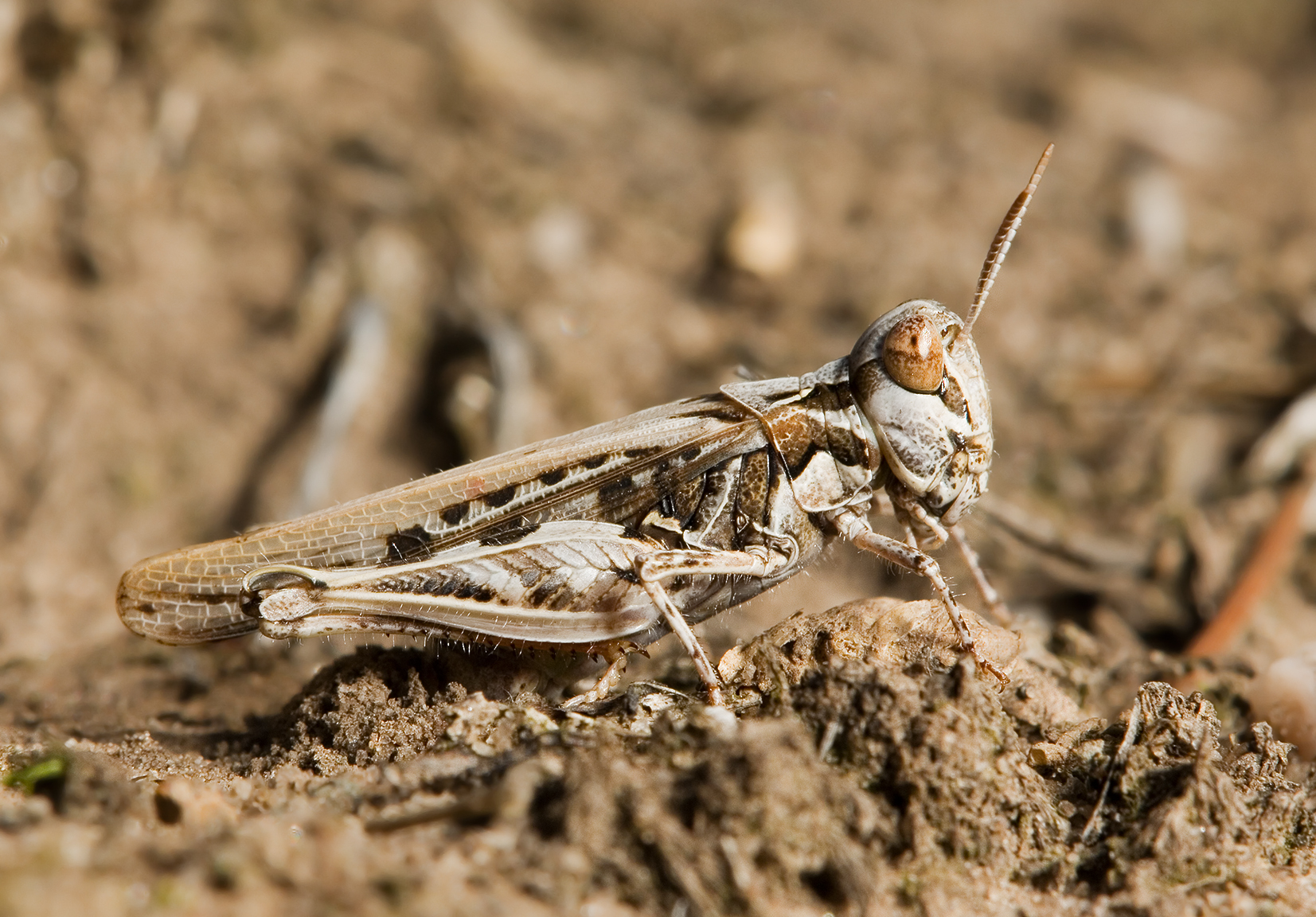
Austroicetes – owad z rodziny szarańczowatych (Acrididae), badanych przez Ch. Bircha z H.G. Andrewarthą w Australii Południowej

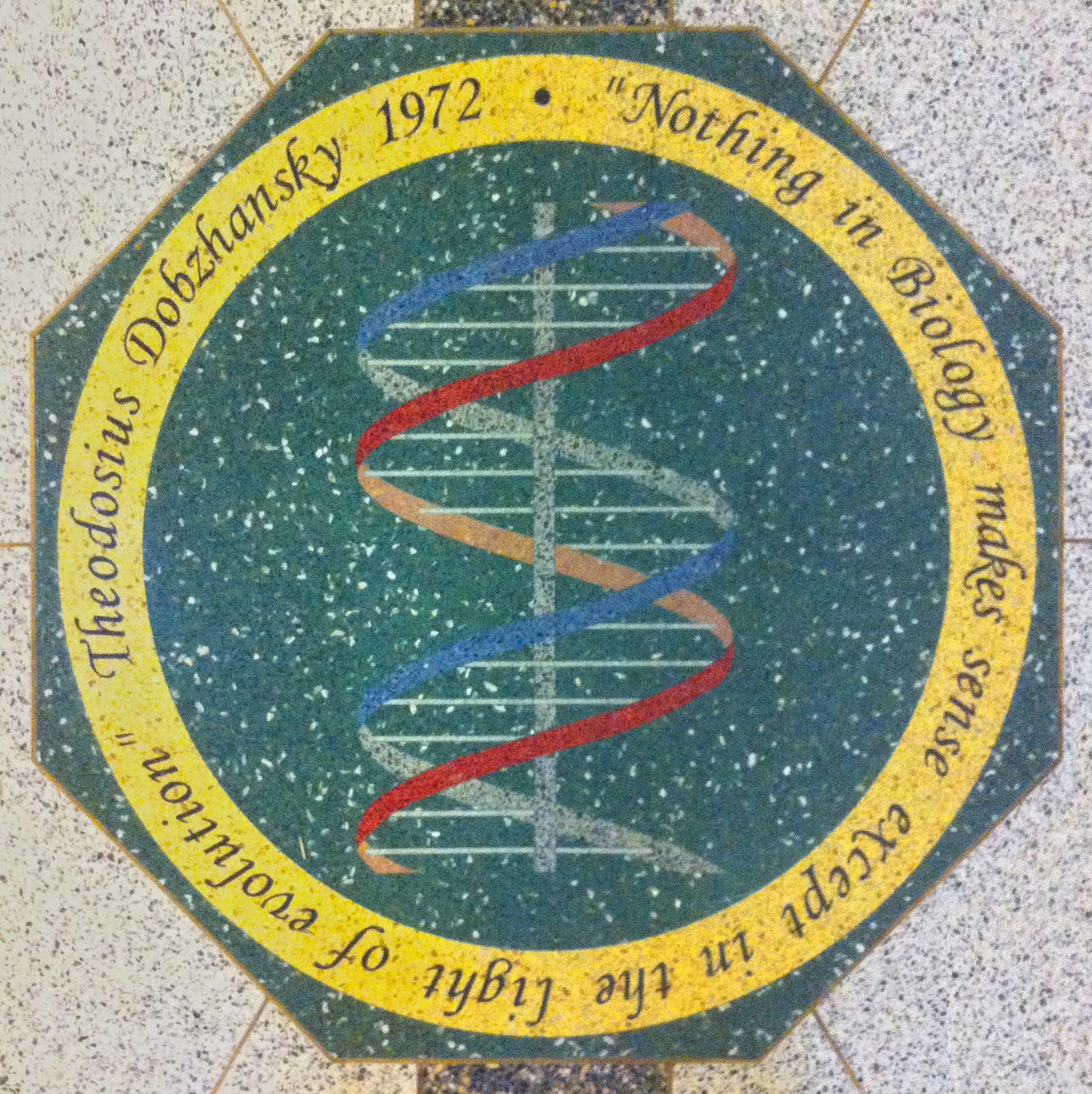
Mozaika na podłodze Jordan Hall of Science w University of Notre Dame:
„Nothing in Biology makes sense except in the light of evolution”, Theodosius Dobzhansky 1972

W pierwszych 6 latach pracy naukowej brał udział m.in. w entomologicznych badaniach ekologii Austroicetes cruciata, prowadzonych przede wszystkim w Australii Południowej. Program, którego kierownikiem był Herbert Andrewartha, miał przede wszystkim cel praktyczny – znalezienie metod zahamowania groźnej dla upraw gradacji szarańczowatych (Acrididae). Poszukiwano również sposobów zabezpieczania przed szkodnikami (np. wołek zbożowy) ziarna gromadzonego w silosach. Charles Birch zaobserwował zależność szybkości rozwoju populacji szkodników od fizycznych warunków w masie zboża (temperatura, wilgotność), co ułatwiło zabezpieczanie zbiorów, a poza tym – sformułowanie ogólnych teorii dotyczących zależności szybkości wzrostu liczebności populacji od czynników niezależnych od zagęszczenia. Podobne prawidłowości były obserwowane przez Andrewarthę i Bircha również w czasie badań populacji wciornastków Thrips imaginis w ogrodzie różanym rezydencji Dyrektora Waite Institute (zob. tematyka badań H. Andrewarthy). Wyniki pomiarów i obliczeń statystycznych zostały opisane w dwóch książkach Andrewarthy i Bircha: The Distribution and Abundance of Animals (1954) i The Ecological Web (1984). Dzięki tym pracom ich autorzy są uważani za twórców nowej szkoły ekologii populacyjnej, do czasów współczesnych polemizującej ze szkołą A. J. Nicholsona, według której decydujące są czynniki zależne od zagęszczenia.
Po przeniesieniu się do University of Sydney Ch. Birch zajął się ekologią szkodników drzew owocowych uprawianych w Queensland. Badał m.in. zasięg małych muchówek, należących do rodzaju Drosophila (np. Drosophila willistoni). Próbując wyjaśnić, jakie przystosowania tych owadów umożliwiają im szybkie rozprzestrzenianie się, zainteresował się ekologią ewolucyjną i genetyką. W tym okresie pracy naukowej ważnym czynnikiem była przyjaźń ze specjalistą w tych dziedzinach, Theodosiusem Dobzhanskym, zainteresowanym również zagadnieniami populacjologii. Wielkim uznaniem Ch. Birch darzył też innego genetyka, Sewalla Wrighta.

## Nauka i religia
Charles Birch był w młodości fundamentalistą religijnym (należał do stowarzyszenia Student Christian Movement, respektującego sztywne zasady ewangeliczne anglikańskiego Melbourne), jednak z czasem dostrzegł alternatywy dla tak rozumianego chrześcijaństwa. Stał się bardziej liberalny, co bywało uważane za odejście od chrześcijaństwa. Wyrażał opinię, że naukowcy mają tendencję do skupiania się na wąskim obszarze własnej specjalności, podczas gdy prawdziwa nauka powinna obejmować zakres szeroki, w tym wiele pojęć z zakresu filozofii, etyki i religii, które współcześni naukowcy często odrzucają jako nieobiektywne. Był pod bardzo silnym wpływem filozoficznych koncepcji Alfreda N. Whiteheada i Charlesa Hartshorne’a (zob. teologia procesu, filozofia procesu).
Nie zamykając się w ramach swojej wąskiej specjalności naukowej Ch. Birch m.in. organizował akcje sprzeciwu wobec wojnie w Wietnamie, przez wiele lat działał w Wayside Chapel, był jednym z głównych uczestników ruchu „Zero Population Growth”, który miał wielu zwolenników w Australii. Do Światowej Rady Kościołów (World Council of Churches) zaprosiła go Margaret Mead, jako inicjatorka utworzenia programu poświęconego nauce, technologii i przyszłości. W tym programie Birch działał przez 20 lat (przez 13 lat pełnił funkcję wicemoderatora). Uczestniczył w debatach na temat eksplozji demograficznej wraz z Paulem R. Ehrlichem (autorem książki The Population Bomb, 1968). W czasie piątego Zgromadzenia Ogólnego (Nairobi, 1975) po raz pierwszy publicznie użył określenia „ekologicznie zrównoważone społeczeństwo”, które szybko weszło do codziennego słownictwa.

## Publikacje (wybór)
L. Charles Birch jest autorem 9 książek i ok. 150 innych publikacji.
W dziedzinie biologii i globalnych problemów ochrony środowiska m.in.
- 1941 – An Improved Method for Determinig the Influence of Temperature on the Rate of Development of Insect Eggs Using Eggs of the Small Strain of Calandra Oryzae L. (Coleptera), University of Adelaide,
- 1954 – The Distribution and Abundance of Animals (wsp. H.G. Andrewartha),
- 1956 – Crossing-over in Drosophila Willistoni (wsp. Bruno Battaglia),
- 1956 – Polimorfismo cromosomico e fattori ecologici della selezione in Drosophila willistoni (wsp. Bruno Battaglia),
- 1957 – The Abundance of Drosophila Willistoni in Relation to Food in Natural Populations (wsp. Bruno Battaglia),
- 1967 – The „balance of Nature” and „population Control” (wsp. Paul R. Ehrlich),
- 1976, 1993 – Confronting the Future: Australia and the World : the Next Hundred Years, Penguin Books.

Z pogranicza nauki i religii m.in.
- 1965 – Nature and God. Philadelphia: Westminster Press,
- 1973 – Three Facts, Eight Fallacies and Three Axioms about Population and Environment. Ecumenical Review (January, pp. 29–40),
- 1976 – Creation, Technology and Human Survival: Called to Replenish the Earth. Ecumenical Review (January, pp. 66–79),
- 1979 – Nature, God and Humanity in Ecological Perspective. Christianity and Crisis (29 October, pp. 259–266),
- 1981, 1990 – The Liberation of Life: From the Cell to the Community (wsp. John B. Cobb Jr.); Cambridge, England: Cambridge University Press; Denton, Tex.: Environmental Ethics Books,
- 1985 – How Brave a New World? Ecumenical Review (January, pp. 152–160),
- 1988 – The Scientific-Environmental Crisis: Where Do the Churches Stand? Ecumenical Review (April, pp. 185–193),
- 1990 – Liberating Life: Contemporary Approaches to Ecological Theology (wsp. William Eakin, Jay B. McDaniel). Maryknoll, N.Y.: Orbis Books,
- 1990 – On Purpose. Kensington, Australia: New South Wales University Press; opubl. również jako A Purpose for Everything. Mystic, Conn.: Twenty-Third Publications,
- 1993 – Regaining Compassion for Humanity and Nature. Kensington, Australia: New South Wales University Press, (opubl. również przez Chalice Press).

## Odznaczenia, wyróżnienia, upamiętnienie
L. Charles Birch otrzymał m.in.:
- 1954 – David Syme Research Prize od University of Melbourne (z Herbertem Andrewarthą),
- 1961 – tytuł Fellow Australian Academy of Science,
- 1974 – tytuł Member of the Club of Rome,
- 1980 – tytuł Fellow American Association for the Advancement of Science,
- 1988 – Eminent Ecologist Award od Ecological Society of America (z Herbertem Andrewarthą),
- 1990 – Templeton Prize,
- 2000 – Doctor honoris causa University of Sydney.

Wyrazem starań o zachowanie pamięci o jego dokonaniach jest film biograficzny z roku 1997, Charles Birch, scientist and theologian (1997), należący do serii poświęconej wybitnym współczesnym Australijczykom (Australian Biography, Film Australia).

## Życie prywatne
Louis Charles Birch nigdy nie był żonaty. Zmarł w Sydney 19 grudnia, po krótkiej chorobie. Jego starszy brat, Hugh (w czasie II wojny światowej pilot RAAF) zmarł w roku 1996; brat-bliźniak Sidney i bratowa (Jenny) przeżyli go.